# Molokai: The Story of Father Damien
Der Spielfilm Molokai: The Story of Father Damien entstand im Jahr 1999 als belgisch-niederländisch-australische Koproduktion und hat den belgischen Heiligen Damian de Veuster zum Thema, der auf der Hawaii-Insel Molokaʻi Leprakranke betreute. Der Film basiert auf einer literarischen Vorlage von Hilde Eynikel. Die Uraufführung des Films fand am 17. März 1999 in Belgien statt.

## Handlung
Im 19. Jahrhundert werden Leprakranke auf der Hawaii-Insel Molokaʻi isoliert. Ordenspriester Damian de Veuster erklärt sich freiwillig dazu bereit, sich um die Kranken auf der Insel zu kümmern. Dort spendet er den Kranken Trost und feiert in der heruntergekommenen Kapelle Gottesdienste. Als er nach drei Monate die Möglichkeit, nach Hause zurückzukehren, wünscht er, auf der Insel zu bleiben. Er freundet sich mit dem Protestanten William Williamson an, der zu seiner Trauer wenig später stirbt.
Er schöpft etwas Hoffnung, als er gemeinsam mit Dr. Kalewis eine Medizin aus China an die Inselbewohner verteilt, die in Trinidad bereits erste Erfolge verzeichnet hat. Wenig später teilt Dr. Kalewis ihm mit, dass er heiraten will und nicht mehr länger auf der Insel leben kann.
Prinzessin Liliuokalani von Honolulu besucht die Insel und zeigt sich berührt vom Schicksal der Kranken. Auf Initiative von Pater Damian und unter seiner tatkräftigen Unterstützung entsteht ein neuer Kirchenbau auf der Insel.
Pater Damian reagiert bestürzt, als Dr. Kalewis bei ihm Symptome von Lepra feststellt. Dr. Clifford Bruder schickt Joseph Dutton wird auf die Insel, um sich um Pater Damian zu kümmern. Er teilt Pater Damian mit, dass die in Honolulu ein Krankenhaus mit Geld gebaut werden soll, dass für Pater Damian gedacht war. Dafür will Ordensmutter Marianne sechs Ordensschwestern auf die Insel schicken, nachdem Pater Damian die Regierung vergeblich nach Ordensschwestern zur Unterstützung gebeten hatte. Premierminister Gibson und Reverend Appleyard schreiten sofort ein, um dies zu verhindern; Pater Damians Intervention bleibt ohne Erfolg. Erst durch das Eingreifen von Prinzessin Liliuokalani löst sich die Situation auf.
Obwohl Pater Damian durch seine Krankheit immer schwächer wird, setzt er sich weiterhin unermüdlich für die Inselbewohner ein. Er bricht am Altar zusammen; Mutter Marianne kümmert sich um ihn. Wenig später stirbt Pater Damian an seiner Krankheit.

## Auszeichnungen
- Im Jahr 1999 wurde beim Toronto International Film Festival wurde Regisseur Paul Cox für den People's Choice Award  nominiert.

- Wim Mertens gewann bei den Joseph Plateau Awards im Jahr 2000 einen Joseph Plateau Music Award.

- Beim Festróia - Tróia International Film Festival im Jahr 2000 wurde Regisseur Paul Cox für den Golden Dolphin nominiert.

- Bei den Australian Film Institute-Preisverleihungen im Jahr 2002 gingen AFI Award-Nominierungen an David Wenham als Bester Hauptdarsteller (Best Actor in a Leading Role) sowie an John Briley für das Beste Adaptierte Drehbuch (Best Screenplay Adapted from Another Source)